# 空中軍艦未来戦
『空中軍艦未来戦』（くうちゅうぐんかんみらいせん）は、浅野一男による短編小説。講談社の雑誌『少年倶楽部』昭和8年（1933年）1月号（第二十巻第一號）に掲載された。本作に併せた同号の付録「空中軍艦大模型」についても本項で述べる。

## 概要
（執筆当時から見た）近い将来に日本が実現させるであろう「空中軍艦」が活躍する仮想の戦争を描いた一種の架空戦記小説で、全文わずか1,000字ほどと短く、空中軍艦が持つ能力の解説といった色合いが強い。著者の浅野一男は元陸軍砲兵少佐で、戦前および戦中には軍事ジャーナリストとして活動していた。作中に登場する空中軍艦は、この企画のために浅野のほか海軍航空本部の加藤尚雄中佐、陸軍の安達堅造航空兵中佐、航研機の設計も担当した東京帝国大学航空研究所の小川太一郎らによって構想されたものである。挿絵は飯塚羚児による。
同号の付録「空中軍艦大模型」は型紙9枚におよぶ大型のペーパークラフトで、むしろこちらがこの企画のメインと言えるものだった。完成時の寸法は全長650 mm、全幅970 mm、全高190 mmとなる。設計は『少年倶楽部』で多くの大型付録の設計を行った中村星果が、着色および口絵は鈴木御水が担当した。

## 空中軍艦
本作に登場する空中軍艦は、以下のようなものである。
大型艦艇なみの巨体を持つ飛行艇で、機体は鋼鉄以上の強度を有する軽金属製。主翼後縁に装備された計34基のロケット推進機を動力源とする。武装として前甲板と後甲板に大型の連装旋回砲塔を1基ずつ、司令塔の上部と左右に単装の小砲塔を計3基有するほか、胴体、翼、砲塔の各部に多数の小型の大砲や機関銃を、胴体底部左右に計2基の爆弾投下装置を格納している。また、尾部に艦載している偵察機の発進装置を持つだけでなく、無人飛行機の無線操縦装置や大煙幕発射管、大照空燈、ラジオ、テレビジョンを装備している。

## 収録
- 長山靖生『明治・大正・昭和 日米架空戦記集成』中央公論新社、2003年。ISBN 978-4122042346。